# Soundtrack to Your Escape
Soundtrack to Your Escape sedmi je studijski album švedske metal-grupe In Flames. Pušten je u prodaju 29. ožujka 2004. godine, u nakladi Nuclear Blasta. Na posebnom, DVD izdanju albuma, uključeni su nastupi uživo i spotovi pjesama "The Quiet Place", "Touch of Red", "My Sweet Shadow", "F(r)iend" i "Like you Better Dead". Stariji obožavatelji grupe kritiziraju ovaj album zbog njegovog modernog zvuka, ali su mnogi drugi prihvatili ovaj album kao logičan nastavak albuma Reroute to Remain te su ga kritičari hvalili u časopisima poput Metal Hammer i Kerrang!. Soundtrack to Your Escape je došao do 145. pozicije na Billboard 200, do 2.  na Heatseekers listi i 7. na Top Independent Albums listi. Također je došao do 3. mjesta u Švedskoj.

## Popis pjesama
Tekstovi: Anders Fridén, glazba: Fridén, Jesper Strömblad i Björn Gelotte.
| 1.    | »F(r)iend«                       | 3:27 |
| 2.    | »The Quiet Place«                | 3:45 |
| 3.    | »Dead Alone«                     | 3:42 |
| 4.    | »Touch of Red«                   | 4:12 |
| 5.    | »Like You Better Dead«           | 3:22 |
| 6.    | »My Sweet Shadow«                | 4:38 |
| 7.    | »Evil in a Closet«               | 4:02 |
| 8.    | »In Search for I«                | 3:22 |
| 9.    | »Borders and Shading«            | 4:21 |
| 10.   | »Superhero of the Computer Rage« | 4:00 |
| 11.   | »Dial 595-Escape«                | 3:48 |
| 12.   | »Bottled«                        | 4:17 |
| 46:56 |                                  |      |

| Dodatna pjesma na ograničenom izdanju | Dodatna pjesma na ograničenom izdanju | Dodatna pjesma na ograničenom izdanju | Dodatna pjesma na ograničenom izdanju | Dodatna pjesma na ograničenom izdanju | Dodatna pjesma na ograničenom izdanju | Dodatna pjesma na ograničenom izdanju | Dodatna pjesma na ograničenom izdanju | Dodatna pjesma na ograničenom izdanju | Dodatna pjesma na ograničenom izdanju |
| Br.                                   | Skladba                               | Trajanje                              |                                       |                                       |                                       |                                       |                                       |                                       |                                       |
| ------------------------------------- | ------------------------------------- | ------------------------------------- | ------------------------------------- | ------------------------------------- | ------------------------------------- | ------------------------------------- | ------------------------------------- | ------------------------------------- | ------------------------------------- |
| 13.                                   | »Discover Me Like Emptiness«          | 4:17                                  |                                       |                                       |                                       |                                       |                                       |                                       |                                       |
| 51:13                                 |                                       |                                       |                                       |                                       |                                       |                                       |                                       |                                       |                                       |

## Zasluge
| In Flames - Anders Fridén – vokal, snimanje, miks - Jesper Strömblad – gitara - Björn Gelotte – gitara - Daniel Svensson – bubnjevi - Peter Iwers – bas-gitara | Ostalo osoblje - Örjan Örnkloo – klavijature, programiranje, snimanje, miks - Daniel Bergstrand – produkcija, snimanje, miks - Niklas Sundin – grafički dizajn, naslovnica, dizajn |

## Vanjske poveznice
- Soundtrack to Your Escape - detalji o albumu  Arhivirana inačica izvorne stranice od 24. studenoga 2006. (Wayback Machine)
- Soundtrack to Your Escape - riječi pjesama  Arhivirana inačica izvorne stranice od 12. prosinca 2006. (Wayback Machine)